# Hans Brinker of de zilveren schaatsen
Hans Brinker, of de zilveren schaatsen (Engels: Hans Brinker, or the silver skates: a story of life in Holland) is een Amerikaans boek geschreven door de destijds 34-jarige Mary Mapes Dodge en uitgegeven in 1865. De eerste Nederlandstalige vertaling kwam in 1867 uit.

## Verhaal
Het boek kent drie verhaallijnen. Onderwijl wordt de geschiedenis van het land achter dijken en duinen verteld. Het boek speelt zich af in een Hollandse winter waarbij iedereen zich voortbeweegt per schaats.
In de eerste verhaallijn gaat het over een arme jongen Hans Brinker uit Broek, waarschijnlijk Broek in Waterland. Hij maakt een schaatstocht dwars door Holland vanaf Broek via Amsterdam, Haarlem en Leiden naar Den Haag. Hans Brinker hoopt daarnaast mee te doen aan een aangekondigde schaatswedstrijd op 20 december met als prijs een stel zilveren schaatsen. Hij hoopt deze te winnen om daarmee een arts te kunnen betalen om zijn zieke vader, Raff (in het Nederlands vertaald als Rolf) Brinker, te behandelen en om goed voedsel voor zijn vader te kopen. Zijn zusje Gretel (in het Nederlands vertaald met Griete en later Geertje) wint deze prijs bij de vrouwenwedstrijd. In het boek wordt de vader steeds zieker, waardoor hij agressief wordt. In het boek wordt beschreven hoe vader Raff een riskante operatie ondergaat.

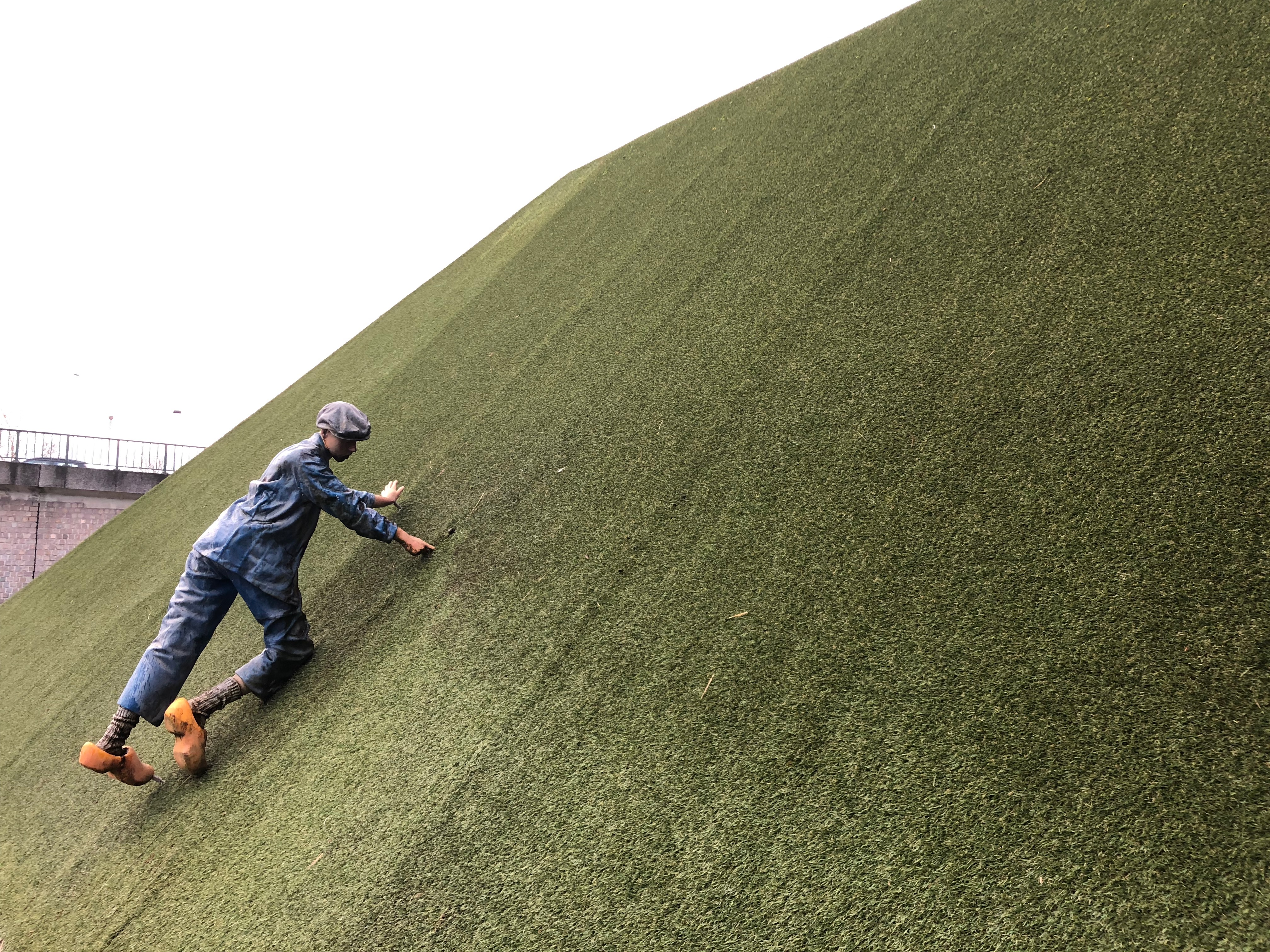
Beeld van Hans Brinker bij de ingang van Madurodam

Het tweede verhaal gaat over dokter Boekman, die Hans Brinker tijdens een schaatstocht ontmoet en met wie hij in gesprek gaat. Boekman is zijn zoon Laurens kwijt, en Hans lijkt op deze Laurens. Boekman vindt zijn zoon terug door het verhaal van de vader van Hans Brinker te verbinden met de opschriften op het foedraal van de zilveren schaatsen.
In het derde verhaal vindt Hans een portemonnee. Die blijkt eigendom van een van vier welgestelde jongens uit het plaatsje Broek, die met veel moeilijkheden naar Den Haag schaatsen. Onder andere hebben zij te maken met een dief, die 's nachts hun slaapkamer binnenkomt. Uiteraard overwinnen zij deze dief.
Binnen het achttiende hoofdstuk van het boek wordt het verhaal De held van Haarlem verteld. Kinderen op een school in Engeland moeten om de beurt een stukje van dit verhaal voorlezen. Het is een verhaal over een jongen die met zijn vinger een gat in een dijk dicht en zo de bevolking behoedt voor een overstroming.

## Herkomst
Mary Dodge zou haar eigen ervaringen in het verhaal verwerkt hebben. Zij was getrouwd, maar haar man vertrok en kwam niet meer terug. Zijn lichaam werd in zee teruggevonden. Hoe Dodge verder leefde als weduwe met haar kinderen is een thema van het boek. De oorsprong van het verhaal van de held van Haarlem is het Franse verhaal Le Petit Éclusier (1848) van de hand van Eugénie Foa.

## Edities

### Verenigde Staten
De eerste versie van 1865 bevatte vier gravures, op basis van tekeningen door Thomas Nast en Felix O.C. Darley. Een volgende editie werd uitgegeven door Scribner, geïllustreerd door Allan Doggett, die speciaal daarvoor naar Nederland was gekomen. In 1915 verscheen een editie met kleurenplaten van George Wharton Edwards, in 1925 een met tekeningen van Clara M. Burd, een jaar later een uitgaven met illustraties van Louis Rhead en in 1946 met tekeningen door de oorspronkelijk Nederlandse Hilde van Stiekem. Peter Spier, opgegroeid in Broek in Waterland, illustreerde een uitgave uit 1958.

### Frankrijk
De eerste Franse vertaling, Les Patens d'argent, verscheen in 1875, vertaald door P.J. Stahl. In 1922 verscheen een andere editie, uitgegeven door Hachette.

### Nederland

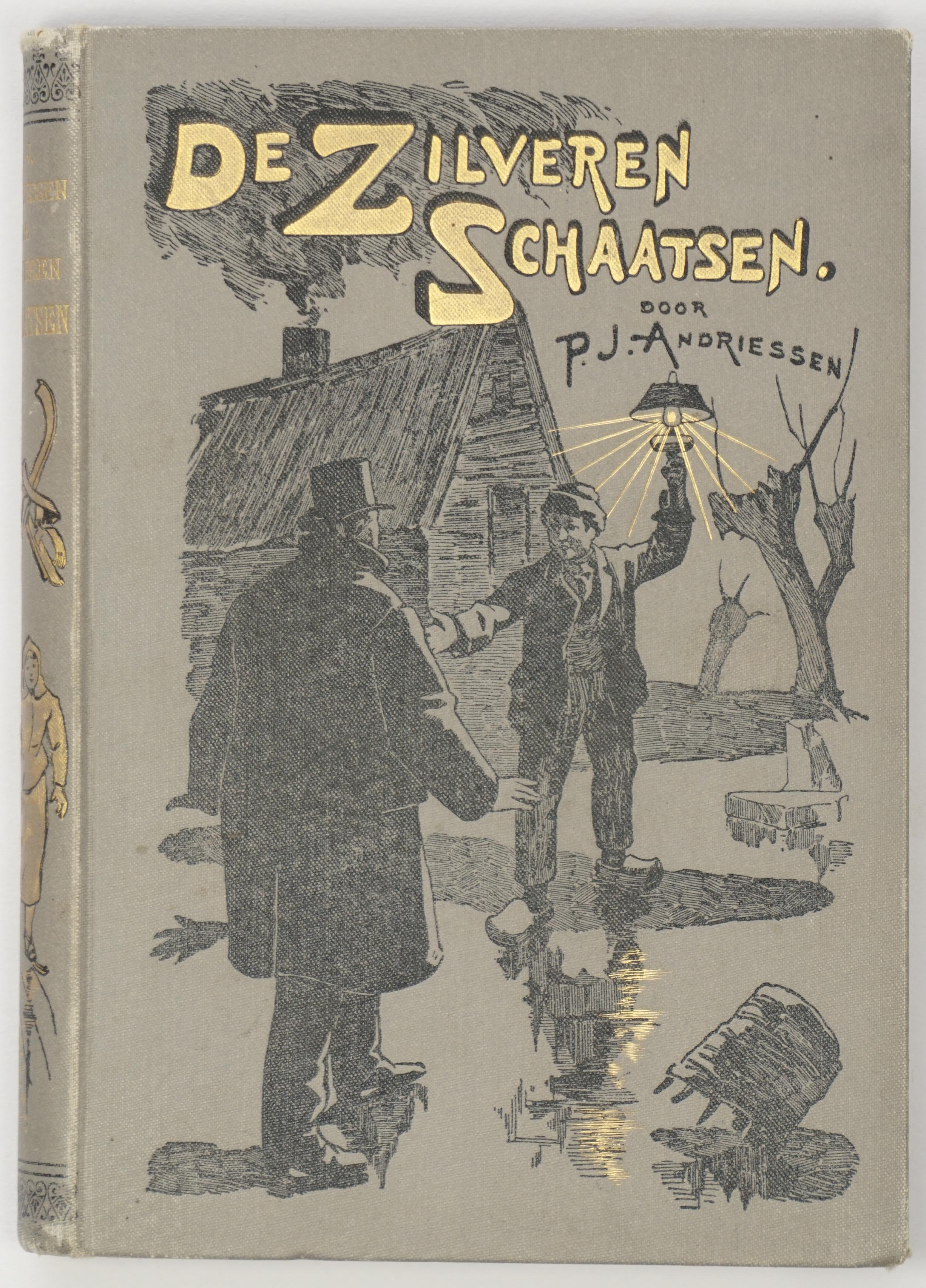
Kaft van de Nederlandstalige uitgave, 1892 5e druk

In Nederland werd het boek in 1876 als "omwerking" uitgebracht als De zilveren schaatsen door uitgeverij Centen in een vertaling van P.J. Andriessen. Hij kortte het boek sterk in, want: 
Had ik het werkje van Dodge vertaald, ik zou tal van dwaasheden hebben moeten debiteren [...] die men in den vreemde voor goede munt opneemt, daar men 't natuurlijk niet beter weet. 
 Bij het onmogelijke verhaal over de jongen met zijn duim in de dijk, zet Andriessen een voetnoot, namelijk dat het voor rekening van de schrijfster komt. Dodge had zich gebaseerd op het boek The rise of the Dutch Republic van John Lothrop Motley en op verhalen van haar Nederlandse familie van emigranten. De eerste uitgaven van deze bewerking hadden dezelfde illustraties als het boek uit de VS. In de vijfde druk uit 1892 waren illustraties door Johan Braakensiek opgenomen. De zevende druk, uitgegeven door Sijthoff in 1902, bevat naast eerdere illustraties ook illustraties van Jan Sluijters.
In 1954 kwam er andere bewerking uit door Margreet Bruijn, bij uitgeverij Ploegsma en met illustraties van Maarten Oortwijn. Ook zij liet delen weg, onder andere de schaatstocht van de vier jongens van Broek naar Den Haag.
In 1983 verscheen een volledige vertaling door Anita van der Ven, uitgegeven door Loeb, met de illustraties van de hand van Louis Rhead. Het boek werd toen niet specifiek geschikt geacht voor kinderen, onder andere vanwege de trage beschrijvingen. In 1999 verscheen dezelfde vertaling in een boekenserie van Reader's Digest.

## Ontvangst
Het kinderboek werd een bestseller en stond aan de basis van de beeldvorming over Nederland in Amerika. Het verhaal van de held van Haarlem werd later met name in Nederland vereenzelvigd met de hoofdpersoon Hans Brinker uit het boek die zelf zijn vinger in de dijk gestoken zou hebben. Het werd een Amerikaanse sage en vervolgens ook een stukje Nederlandse import-folklore. Onder de naam Hans Brinker werden meerdere beelden geplaatst van een jongen die zijn vinger in de dijk steekt. In 1971 werd het nummer Hans Brinker symphony voor een televisie-uitzending over Holland uitgebracht door de gelegenheidsformatie Holland. De naam Hans Brinker staat internationaal symbool voor de Nederlandse deltatechnologie.

## Verfilmingen
- 1958, Hans Brinker and the Silver Skates, regie Sidney Lumet en George Schaefer[8]
- 1962 Hans Brinker or the Silver Skates, regie Norman Foster, Walt Disney Producties[9]
- 1970, musicalfilm Hans Brinker, regie Robert Scheerer[10][11]